# بودونال دي لا سايرا
بلدية بودونال دي لا سايرا (بالإسبانية: Bodonal de la Sierra)‏, هي إحدى بلديات مقاطعة بطليوس, التي تقع في منطقة إكستريمادورا, والتي تقع في غرب إسبانيا.
يبلغ عدد سكانها 1.208 نسمة وفقاً لإحصائية سنة (2002).